# NGC 3343
NGC 3343 je eliptična galaktika u zviježđu Zmaju.

## Vanjske poveznice
- (eng.) SEDS: NGC 3343
- (eng.) [neaktivna poveznica]
- (eng.) Izvangalaktička baza podataka NASA-e i IPAC-a
- (eng.) Astronomska baza podataka SIMBAD
- (eng.) VizieR